# Stanisław Narutowicz
Stanisław Narutowicz (Stanislovas Narutavičius en lituanien) est un avocat et homme politique lituanien né le 2 septembre 1862 à Telšiai et mort le 31 décembre 1932 à Kaunas. En février 1918, il est l'un des vingt signataires de la déclaration d'indépendance de la Lituanie.
Il est le frère aîné de Gabriel Narutowicz, le premier président de la République de Pologne. Après l'indépendance de la Lituanie, il œuvre en faveur d'un rapprochement entre les deux pays, mais les relations polono-lituaniennes restent tendues tout au long de l'entre-deux-guerres. Il se suicide à la fin de l'année 1932.